# Даула II Траоре
Даула II Траоре (*д/н — 1860) — фаама (володар) держави Кенедугу в 1845—1860 роках. За його правління було досягнуто найбільшої могутності.

## Життєпис
Походив з династії Траоре. Син фаами Ніанамаги. Після смерті стрийка Тімонконко у 1845 році успадкував трон. Інший стрийко Сірамандіа, що був наближеним до Пігуеби Уатара, правителя держави Конг, близько 1850 року намагався влаштувати перемовини між містами Фінколо і Занса для укладання миру між державами. Втім Даула II запідозрив підступ, тому в останню мить відмовився прибути на перемовини.
В результаті війна поновилася. Невдовзі загін Конгу біля Занси раптово напав на членів родини Даули II, вбивши 12 його братів. Сам фаама втік до укріпленого міста Наті. Цю фортецю взяв в облогу Пігуеба Уатаро. Але Даула II зміг відступити до Таркассо, де зібрав своє військо. Після повернення Уатаро до Конгу рушив за ним й завдав біля Фінколо поразки. Потім війська Кендугу захопили місто Зеріла. Але 1853 року його тут взяв в облогу Пігуебла Уатара. З великими труднощами Дуала II вирвався з оточення. Зрештою близько 1855 року в селищі Лутана уклав перемир'я з державою Конг, якою зафіксувала приєднання до своїх володінь Фінколо та незалежність від правителів Конгу.
По поверненню до Бугули починає великі будівельні роботи, насамперед сильно зміцнює столицю, зводячи нові потужні укріплення. 1856 року на півдні підкорює невеличку державу Каполондугу. Через місяць підпорядковує державу Ганодугу (сусіда Каполондугу), сплюндрувавши його столицю Тіолу. Згодом до 1858 року постійними війнами підпорядкував невеличкі протодержавні утворення, містечки та великі громади. 1859 року підкорив державу думанабу та придушив повстання в Фінколо.
Помер 1860 року в Бігулу. Його похорони відбувалися близько 15 днів. Військові полонені, збережені спеціально для похоронних жертвоприношень, були спалені в могилі померлого, а їхні тіла кинуто гієнам і хижим птахам. Трон успадкував стриєчний брат Дауда Траоре.

## Родина
- Тіморотома (д/н—1888)
- Батімоко (д/н—1888)
- Карамоко (д/н—1898)
- Квефелеамаду (д/н—1898)
- Ісаке
- Молокунанфа (д/н–1866), фаама Кенедугу
- Тіба (д/н6–1893), фаама Кенедугу
- Бабемба (д/н–1898), фаама Кенедугу
- Момо, донька